# Antonín Trýb
Antonín Trýb (7. března 1884 Karlov – 3. září 1960 Brno) byl český lékař, básník a spisovatel.

## Život
Narodil se v rodině Antonína a Filipíny Trýbových. V roce 1903 vystudoval gymnázium v Příbrami, roku 1909 promoval na Lékařské fakultě Univerzity Karlovy v Praze a roku 1912 dosáhl akademické hodnosti docenta pro dermatovenerologii. 
Byl asistentem v Histologickém ústavu Univerzity Karlovy v Praze, působil na Kožní klinice České lékařské fakulty v Praze pod vedením profesora Vítězslava Janovského, během 1. světové války vedl vojenskou nemocnici pro veneriky v Pardubicích, v letech 1919–1920 pracoval na Sibiři při misi Československých legií mezi Vladivostokem a Tomskem, poblíž Vladivostoku také řídil nemocnici pro veneriky.
Po válce v Brně založil Dermatovenerologickou kliniku Lékařské fakulty Masarykovy univerzity a v letech 1921–1956 byl jejím přednostou. Zabýval se pohlavními nemocemi, stal se průkopníkem histopatologie kůže u nás. Od roku 1923 byl řádným profesorem dermatovenerologie. V letech 1927–1928 a 1952–1953 byl děkanem Lékařské fakulty MU. Na fakultě vznikl Klub Antonína Trýba. 
Původně byl sociálním demokratem, po sloučení části sociálních demokratů s komunistickou stranou (27. 6. 1948) se stal členem KSČ.  Byl vyznamenán Řádem 25. února a v roce 1954 obdržel Řád práce.

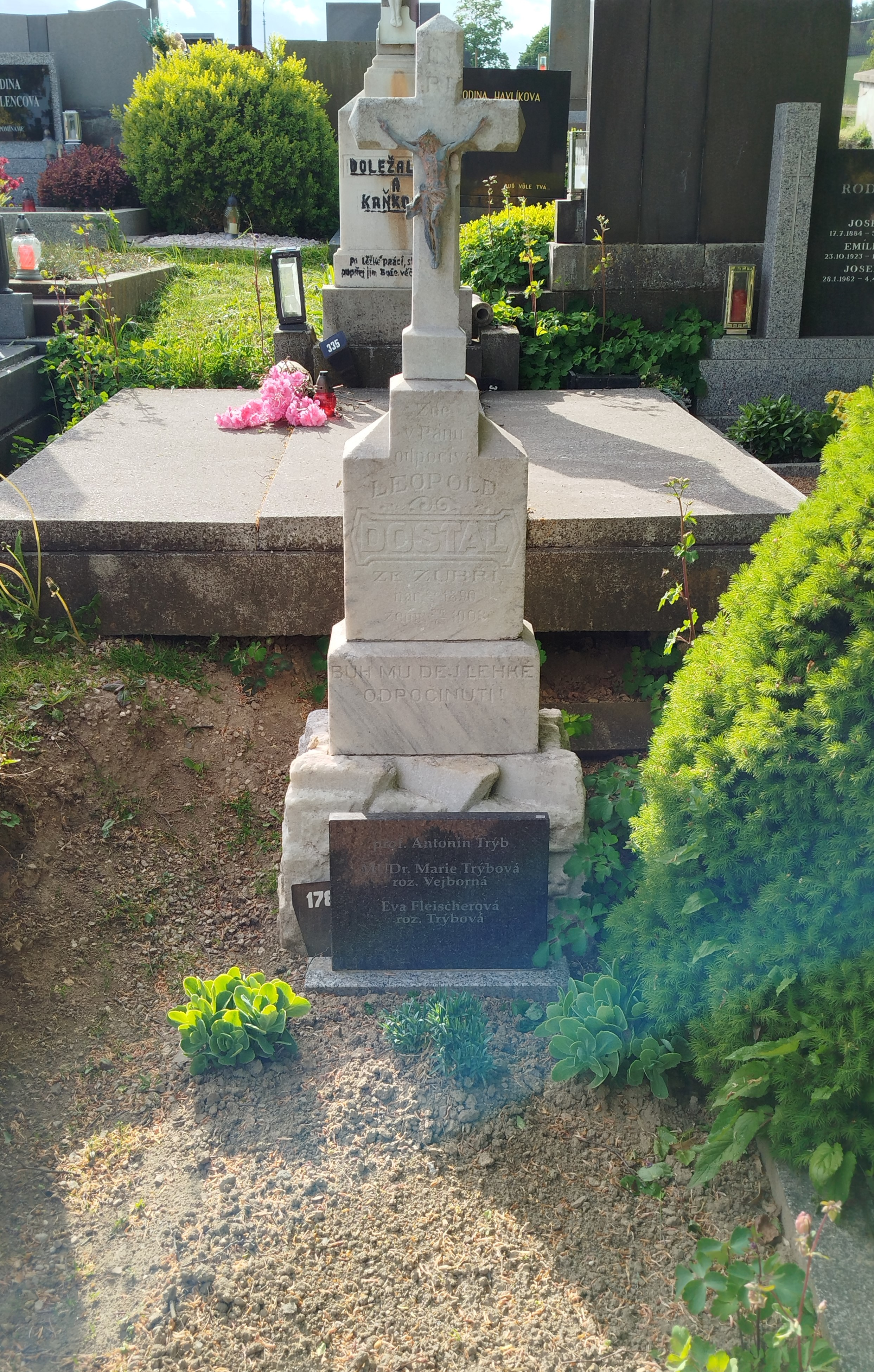
Hrob Antonína Trýba v Olešné u Nového Města na Moravě

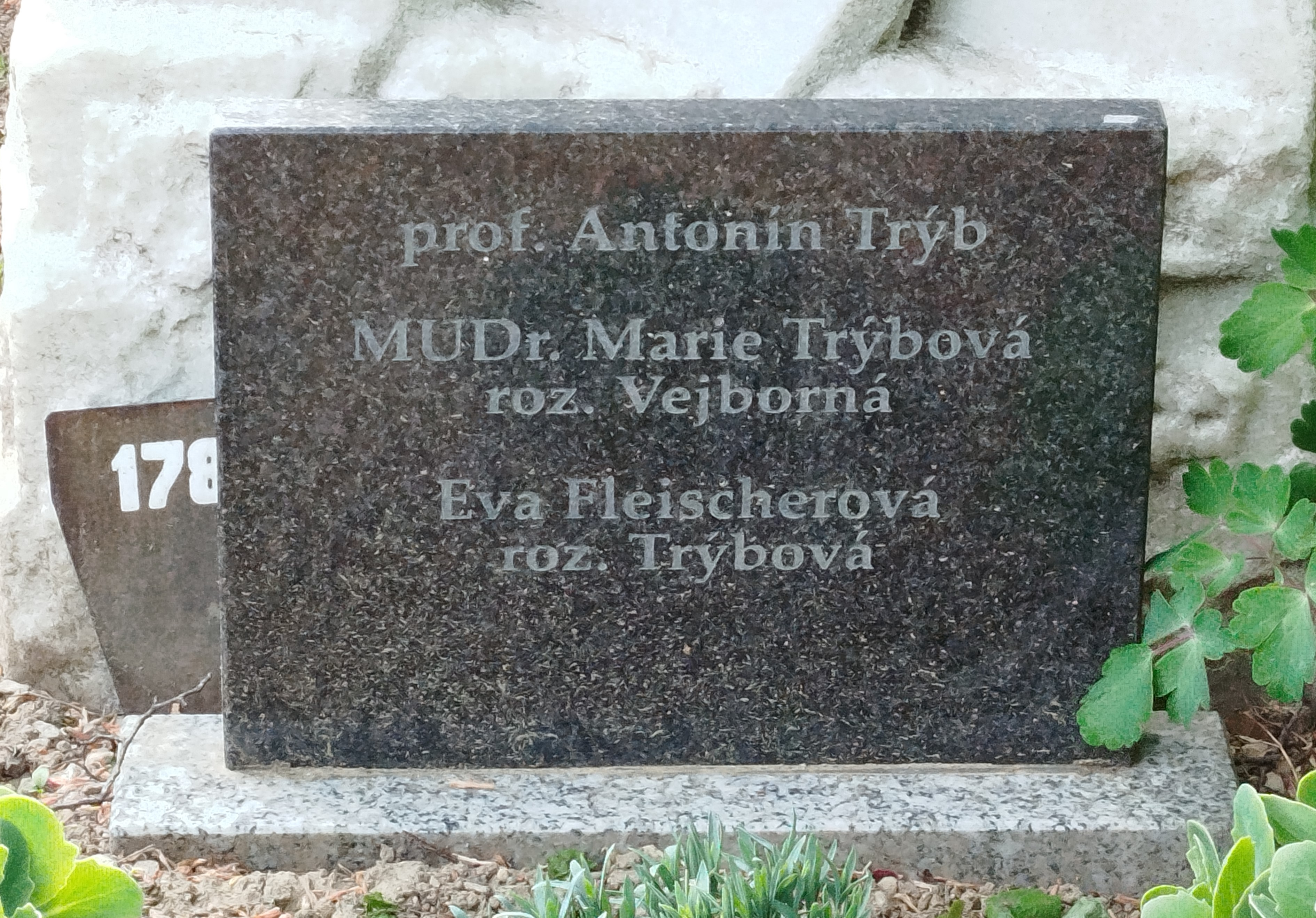
Pamětní deska na hrobě Antonína Trýba.

Byl šéfredaktorem Lékařských listů, členem redakce České dermatologie a Encyklopedie praktického lékaře, psal do Lidových novin. Byl badatelem, básníkem a prozaikem.
Se ženou Marií rozenou Vejbornou měl syna Richarda a dcery Evu (1916–1949) a Helenu (1924–2005).

## Dílo
- Křivoklát (1905) – rané básně oslavující rodné Křivoklátsko
- Písně o malém Jaku (1906)
- Nero
- Tiché vody
- Pohádky stříbrného pramene (1911)
- Před branami Východu (1920) – cestopisné fejetony, v nichž zachytil své zážitky ze sibiřské mise.
- Příběhy domu na Čang-Wu (1930) – román, v němž se autor pokusil zachytit odlišnosti východního a západního vnímání života, inspirovala ho jeho cest do Číny a Japonska
- Císař chudých (1935) – román věnovaný osobnosti římského císaře Diokleciána, psychologická studie, autorovo stěžejní dílo
- Až v nás (1940) – přírodní lyrika
- Loňské listí (1946) a Kruh (1956) – sbírky, vrcholí v nich víra ve věčný koloběh života

Trýb zachycuje velmi pěkně svůj průhled do dalekého světa; poslán jako lékař přes Indii, Čínu a Japonsko na pomoc sibiřským hochům, putoval jako umělec: s citlivou pozorností, dychtě po dojmech, ostře vnímaje, přemýšlivě váže. Není smyslovým tulákem, zpracovává své dojmy v hutný výtěžek reflexí, srovnává, vysvětluje si, hledá poznání tu o koloniální politice anglické, tu o přednostech Číňanů a jejich vyhlídkách, tu o životě našich dobrovolců. Vždy bystrý, prakticky soudící a objektivní, dovede velmi často poučit i svého čtenáře; přitom dává mu půvabnou, pitoreskní a velmi živou četbu. Nesporně jeden z nejšťastnějších cestopisů, které dosud máme.
Karel Čapek, Antonín Trýb: Před branami Východu (recenze), otištěno v Lidových novinách 9. 10. 1921